# 克拉雷 (上普罗旺斯阿尔卑斯省)
克拉雷（法語：Claret，法語發音：[klaʁɛ]）是法国上普罗旺斯阿尔卑斯省的一个市镇，属于福卡尔基耶区。

## 地理
克拉雷（44°22'20"N, 5°57'20"E）面积21.04 平方千米，位于法国普罗旺斯-阿尔卑斯-蓝色海岸大区上普罗旺斯阿尔卑斯省，该省份为法国东南部内陆省份，北起上阿尔卑斯省，西接沃克吕兹省，西北接德龙省，南至瓦尔省，东临滨海阿尔卑斯省，东北部与意大利接壤。
与克拉雷接壤的市镇（或旧市镇、城区）包括：屈尔邦、梅尔沃、泰兹、莫内捷阿勒蒙、旺塔翁、维特罗勒。

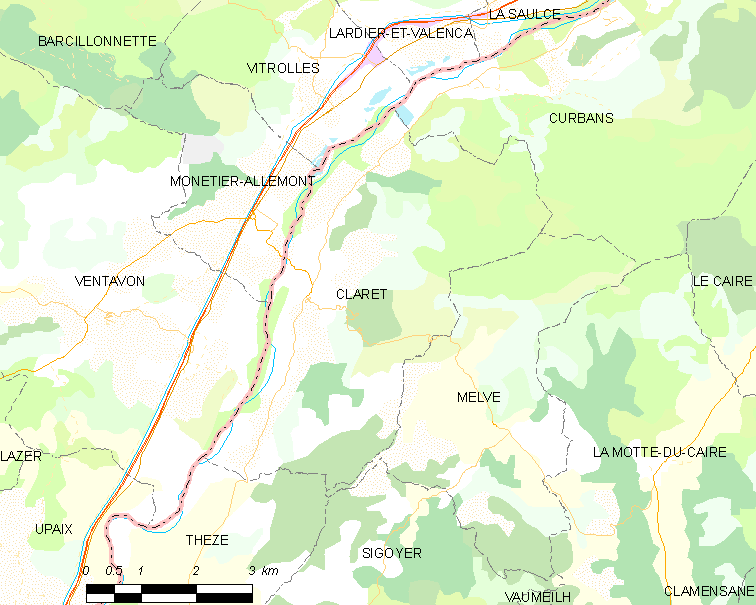
的OSM定位图

克拉雷的时区为UTC+01:00、UTC+02:00（夏令时）。

## 行政
克拉雷的邮政编码为05110，INSEE市镇编码为04058。

## 政治
克拉雷所属的省级选区为塞讷县。

## 人口

1962-2008年间人口变化图示

克拉雷于2022年1月1日时的人口数量为296人。